# Raúl Machado
Raúl Machado (Matosinhos, 22 settembre 1937 – 22 ottobre 2023) è stato un calciatore portoghese, di ruolo difensore.

## Palmarès

### Club

#### Competizioni nazionali
- Coppa del Portogallo: 3

Leixões: 1960-1961
Benfica: 1963-1964, 1968-1969
- Campionato portoghese: 6

Benfica: 1962-1963, 1963-1964, 1964-1965, 1966-1967, 1967-1968, 1968-1969